# گوژتسه ویلکیه
گوژتسه ویلکیه (به لاتین: Gorzyce Wielkie) یک روستا در لهستان است که در گمینا اوستروف ویلکوپولسکی واقع شده‌است. گوژتسه ویلکیه ۲٬۰۷۶ نفر جمعیت دارد.